# 三菱自工前站
三菱自工前站（日语：／ Mitsubishijikōmae eki */?）是位於岡山縣倉敷市水島海岸通二丁目，水島臨海鐵道的水島本線車站。車站編號為MR9。以旅客業務來說是終點站。
原本只於早上和黃昏才有旅客列車停靠，在2007年3月18日時間表修正起，日間部分列車也停靠此站。

## 歷史
- 1972年（昭和47年）9月17日 - 車站啟用。
- 1983年（昭和58年）4月1日 - 西埠頭線的起點站由水島站遷移至此站。
- 2007年（平成19年）3月18日 - 日間時段中，部分列車停靠此站。
- 2016年（平成28年）7月15日 - 西埠頭線（日语：水島臨海鉄道西埠頭線）廢止。

## 車站構造
車站是一座地面車站，設有1面1線的單式月台。月台比較狹窄。此站是無人車站。

## 利用狀況
以下為1日平均乘車和上下車人次列表。此站多數乘客是來自三菱汽車水島製作所的通勤客和商務客。
| 年度   | 1日平均 乘車人冷 | 1日平均 上下車人次 |
| ------ | ---------------- | ------------------ |
| 1999年 | 124              | 252                |
| 2000年 | 111              | 225                |
| 2001年 | 96               | 350                |
| 2002年 | 93               | 395                |
| 2003年 | 60               | 340                |
| 2004年 | 52               | 315                |
| 2005年 | 49               | 253                |
| 2006年 | 58               | 181                |
| 2007年 | 68               | 206                |
| 2008年 | 74               | 227                |
| 2009年 | 69               | 203                |

## 車站周邊
車站位於水島臨海工業地帶的A地區，周邊都是工廠。沒有民居和商店。
- 三菱汽車水島製作所

## 相鄰車站
水島臨海鐵道
水島本線
水島（MR8）－三菱自工前（MR9）－（貨）倉敷貨物總站

### 曾經存在的路線
水島臨海鐵道
西埠頭線
三菱自工前－（貨）西埠頭

## 注腳
1. ↑  岡山縣統計年報